# IDH1
IDH1 (англ. Isocitrate dehydrogenase (NADP(+)) 1, cytosolic) – білок, який кодується однойменним геном, розташованим у людей на короткому плечі 2-ї хромосоми.  Довжина поліпептидного ланцюга білка становить 414 амінокислот, а молекулярна маса — 46 659.
| 10         |  | 20         |  | 30         |  | 40         |  | 50         |
| ---------- |  | ---------- |  | ---------- |  | ---------- |  | ---------- |
| MSKKISGGSV |  | VEMQGDEMTR |  | IIWELIKEKL |  | IFPYVELDLH |  | SYDLGIENRD |
| ATNDQVTKDA |  | AEAIKKHNVG |  | VKCATITPDE |  | KRVEEFKLKQ |  | MWKSPNGTIR |
| NILGGTVFRE |  | AIICKNIPRL |  | VSGWVKPIII |  | GRHAYGDQYR |  | ATDFVVPGPG |
| KVEITYTPSD |  | GTQKVTYLVH |  | NFEEGGGVAM |  | GMYNQDKSIE |  | DFAHSSFQMA |
| LSKGWPLYLS |  | TKNTILKKYD |  | GRFKDIFQEI |  | YDKQYKSQFE |  | AQKIWYEHRL |
| IDDMVAQAMK |  | SEGGFIWACK |  | NYDGDVQSDS |  | VAQGYGSLGM |  | MTSVLVCPDG |
| KTVEAEAAHG |  | TVTRHYRMYQ |  | KGQETSTNPI |  | ASIFAWTRGL |  | AHRAKLDNNK |
| ELAFFANALE |  | EVSIETIEAG |  | FMTKDLAACI |  | KGLPNVQRSD |  | YLNTFEFMDK |
| LGENLKIKLA |  | QAKL       |  |            |  |            |  |            |

A: Аланін

C: Цистеїн

D: Аспарагінова кислота

E: Глутамінова кислота

F: Фенілаланін

G: Гліцин

H: Гістидин

I: Ізолейцин

K: Лізин

L: Лейцин

M: Метіонін

N: Аспарагін

P: Пролін

Q: Глутамін

R: Аргінін

S: Серин

T: Треонін

V: Валін

W: Триптофан

Кодований геном білок за функціями належить до оксидоредуктаз, фосфопротеїнів. 
Задіяний у таких біологічних процесах як цикл трикарбонових кислот, поліморфізм, ацетиляція. 
Білок має сайт для зв'язування з іонами металів, іоном магнію, НАДФ, іоном марганцю. 
Локалізований у цитоплазмі, пероксисомах.